# Nuova Pallacanestro Gorizia
Nuova Pallacanestro Gorizia war ein italienischer Basketballverein aus Gorizia.

## Geschichte
1868 wurde die Sportgemeinschaft L'Unione Ginnastica Goriziana in Görz (Gorizia) gegründet, aus der 1920 eine Basketballmannschaft entstand. Es dauerte 14 weitere Jahre, als dieses Team 1934 zur offiziellen Basketballsektion der Sportgemeinschaft wurde. Unter dem Namen Pallacanestro dell' Unione Ginnastica Goriziana trat man folglich zunächst in unterklassigen Basketball-Ligen an. Im Jahr 1945 feierte der Klub Premiere in der höchsten Spielklasse in Italien, der Serie A, die damals noch in regionalen Gruppen unterteilt war. Obwohl die Mannschaft nie oben mitspielte und in den 50er und 60er Jahren phasenweise auch in der zweiten Liga spielte, waren die Spiele immer gut besucht und der Basketball in Gorizia beliebt.
In den 70er Jahren spielte der Klub durchgehend in der Serie A, schaffte aber weiterhin nicht den großen Durchbruch. In der Saison 1978/79 qualifizierte das Team sich immerhin für den europäischen Wettbewerb Korać-Cup, in dem es sich in der Vorrunde gegen RBC Verviers-Pepinster durchsetzte und unter die letzten 16 einzog. Nur als Erstplatzierter einer Vierergruppe wäre Gorizia ins Halbfinale eingezogen, allerdings gewann Partizan Belgrad die Gruppe souverän.
Mit Investitionen in erfahrene Spieler, wie dem US-amerikanischen Olympiasieger und NBA-Champion Tom LaGarde wurde in den 80er Jahren der Versuch unternommen in die Spitze des italienischen Basketballs vorzustoßen, was aber misslang. Vielmehr verschwand der Verein tabellarisch gesehen in der Bedeutungslosigkeit. 2007 spielte man nur noch in der fünftklassigen Serie C. Aufgrund massiver finanzieller Probleme löste sich der Verein 2010 auf. 
Insgesamt spielte Nuova Pallacanestro Gorizia 27 Saisons in der Serie A. Die beste erreichte Platzierung war ein siebter Rang, in den Play-offs kam man nie über das Viertelfinale hinaus. Am Kampf um den italienischen Basketballpokal nahm Gorizia 13-mal teil. Auch hier kam das Team nie weiter als unter die besten 8.

## Halle
Der Klub trägt seine Heimspiele im 4.700 Plätze umfassenden PalaBigot aus.

## Vereinsnamen
Durch mehrere Sponsorenwechsel lief der Klub in seiner Geschichte phasenweise unter unterschiedlichen Namen auf:
- Zoppas (1961–62)
- Splugen Brau (1966–70)
- Patriarca (1975–76)
- Pagnossin (1976–80)
- Taiginseng (1980–81)
- San Benedetto (1981–84, 1988–90)
- Segafredo (1984–88)
- Brescialat (1994–96)
- Dinamica (1996–98)
- SDAG (1998–99)